# Deutsche Meisterschaften im Skispringen 2020

Deutscher Skiverband

Die deutschen Meisterschaften im Skispringen 2020 fanden am 22. und 23. Oktober 2020 im bayerischen Oberstdorf statt. Für die Durchführung waren der Skiclub 1906 Oberstdorf und die Skisport & Veranstaltungs GmbH zuständig. Die Sprungdurchgänge wurden auf den mit Matten belegten Schattenbergschanzen in der Audi Arena Oberstdorf (K 95 / HS 106 und K 120/HS 137) ausgetragen. Bei den Herren und den Damen wurde jeweils ein Einzelwettbewerb sowie ein Teamspringen abgehalten. Darüber hinaus waren die Meisterschaftsspringen der Juniorinnen und Junioren in denen der Senioren integriert. Ebenso war ein Wettbewerb des Deutschlandpokals für Siebzehnjährige geplant, doch wurde deren Austragung Anfang Oktober abgesagt. Aufgrund der aktuellen Entwicklungen der COVID-19-Pandemie fanden die deutschen Meisterschaften unter strengen Hygienemaßnahmen und unter Ausschluss der Öffentlichkeit statt. Zudem wurden die Wettbewerbe so gelegt, dass die Kontakte auf die jeweiligen Gruppen beschränkt werden konnten. Die Ausrüstungskontrollen fanden entsprechend den neuesten Festlegungen der FIS statt. Die Meisterschaften wurden gemeinsam mit den Meisterschaften in der Nordischen Kombination veranstaltet.

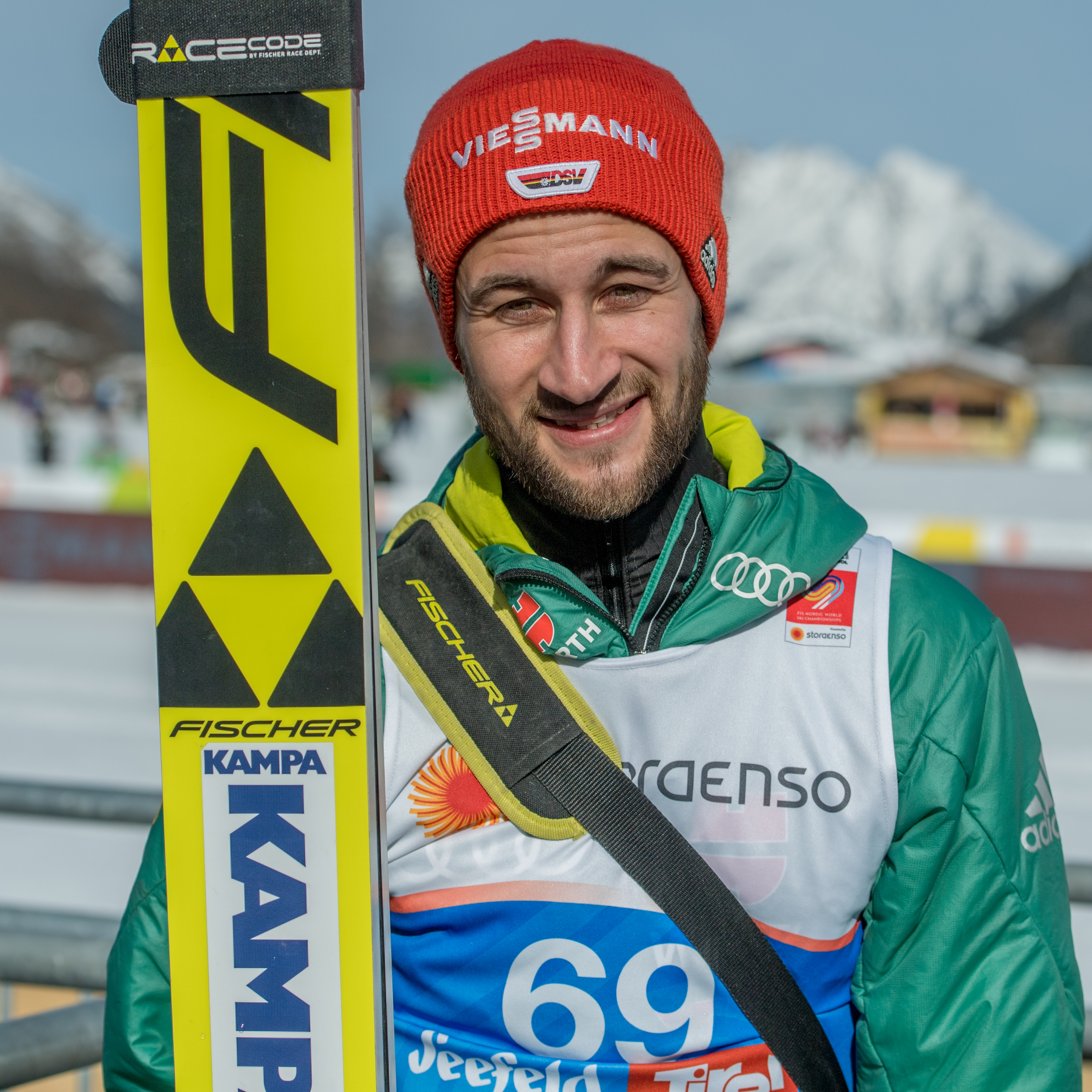
Eisenbichler (2019)
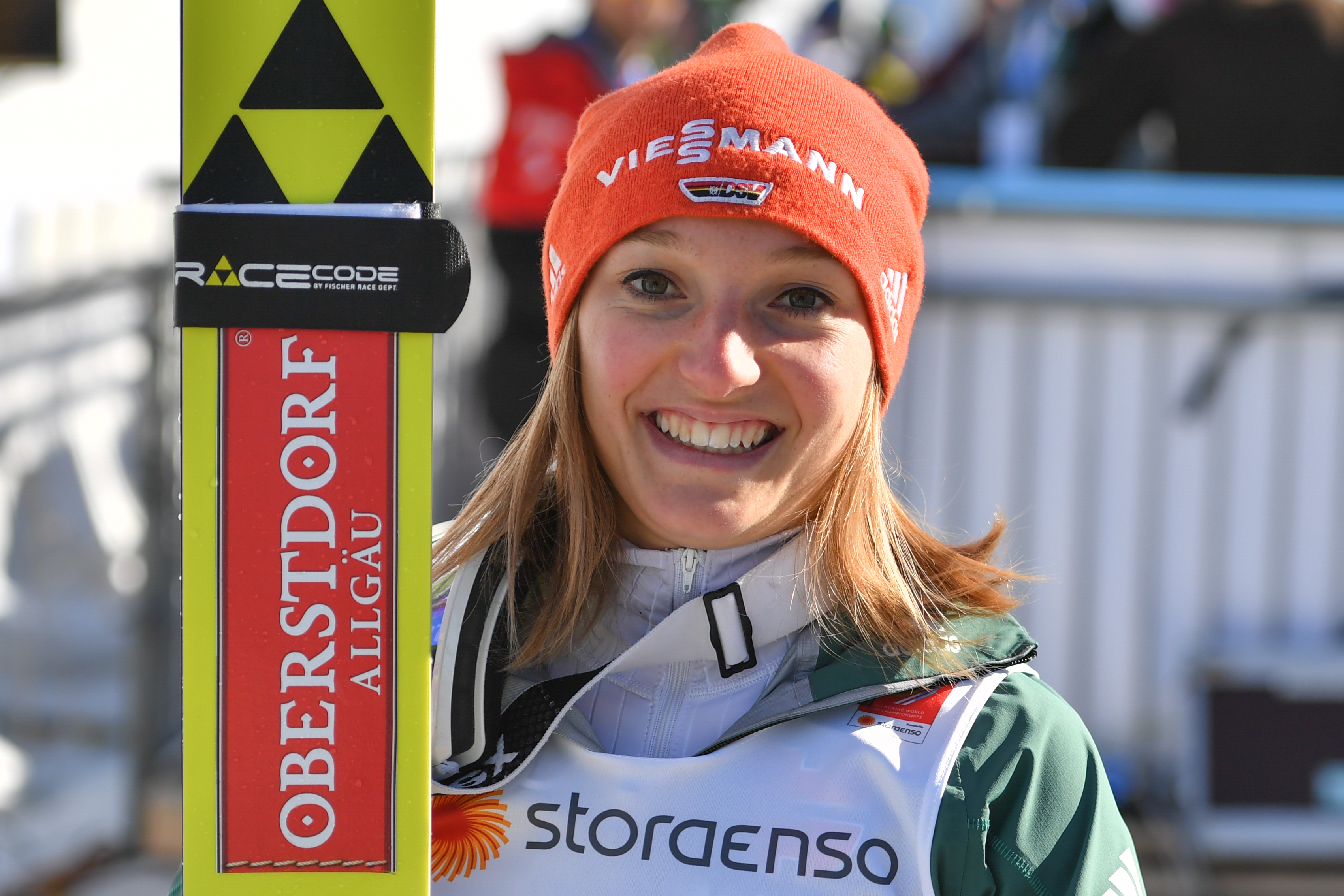
Althaus (2019)

Erstmals Deutscher Meister im Einzel wurde Markus Eisenbichler, wohingegen Katharina Althaus bei den Frauen ihren bereits fünften Meistertitel gewann.

## Programm und Zeitplan

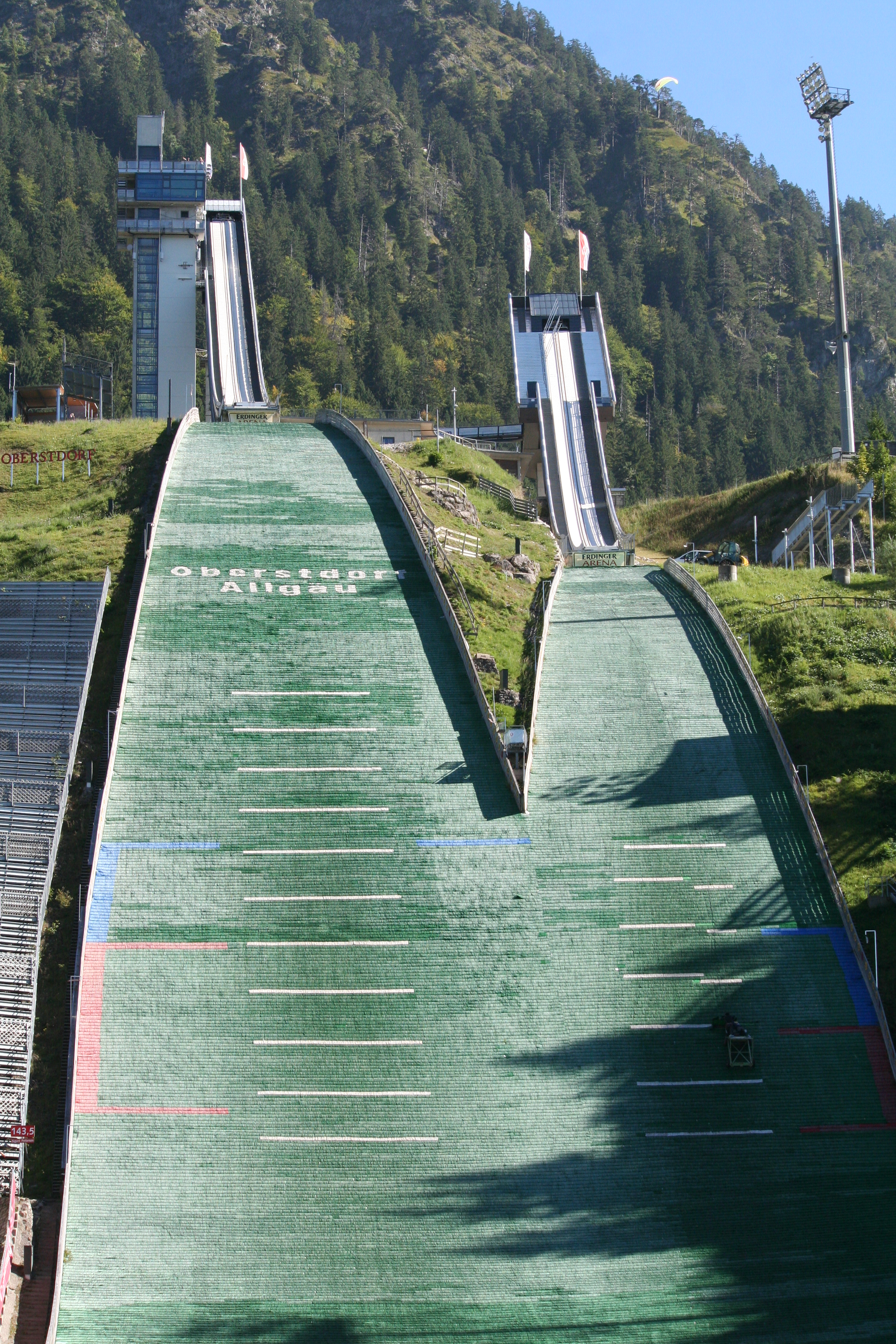
Schattenbergschanzen in Oberstdorf

Zeitplan der Deutschen Meisterschaften:
| Datum            | Uhrzeit      | Ereignis                    | Geschlecht | Ort               |
| ---------------- | ------------ | --------------------------- | ---------- | ----------------- |
| Mo., 20. Oktober | 19:00        | Mannschaftsführersitzung    |            | Online via Zoom   |
| Do., 22. Oktober | 08:30        | Offizielles Sprungtraining  | Männer     | HS 137 Audi Arena |
| Do., 22. Oktober | 09:00        | Probedurchgang              | Männer     | HS 137 Audi Arena |
| Do., 22. Oktober | anschließend | 1. Wertungsdurchgang Einzel | Männer     | HS 137 Audi Arena |
| Do., 22. Oktober | anschließend | Finaldurchgang Einzel       | Männer     | HS 137 Audi Arena |
| Do., 22. Oktober | anschließend | Siegerehrung                | Männer     | HS 137 Audi Arena |
| Do., 22. Oktober | 17:00        | Probedurchgang              | Männer     | HS 137 Audi Arena |
| Do., 22. Oktober | anschließend | 1. Wertungsdurchgang Team   | Männer     | HS 137 Audi Arena |
| Do., 22. Oktober | anschließend | Finaldurchgang Team         | Männer     | HS 137 Audi Arena |
| Do., 22. Oktober | anschließend | Siegerehrung                | Männer     | HS 137 Audi Arena |
| Fr., 23. Oktober | 08:30        | Offizielles Sprungtraining  | Frauen     | HS 106 Audi Arena |
| Fr., 23. Oktober | anschließend | Probedurchgang              | Frauen     | HS 106 Audi Arena |
| Fr., 23. Oktober | anschließend | 1. Wertungsdurchgang Einzel | Frauen     | HS 106 Audi Arena |
| Fr., 23. Oktober | anschließend | Finaldurchgang Einzel       | Frauen     | HS 106 Audi Arena |
| Fr., 23. Oktober | anschließend | Siegerehrung                | Frauen     | HS 106 Audi Arena |
| Fr., 23. Oktober | 17:00        | Probedurchgang              | Frauen     | HS 106 Audi Arena |
| Fr., 23. Oktober | anschließend | 1. Wertungsdurchgang Team   | Frauen     | HS 106 Audi Arena |
| Fr., 23. Oktober | anschließend | Finaldurchgang Team         | Frauen     | HS 106 Audi Arena |
| Fr., 23. Oktober | anschließend | Siegerehrung                | Frauen     | HS 106 Audi Arena |

## Teilnehmende

### Männer
| 33 Teilnehmer aus sechs Bundesländern                          | 33 Teilnehmer aus sechs Bundesländern                   |
| -------------------------------------------------------------- | ------------------------------------------------------- |
| - Baden-Württemberg (8) - Bayern (12) – Gastgeber - Hessen (1) | - Nordrhein-Westfalen (2) - Sachsen (5) - Thüringen (5) |

### Frauen
| 22 Teilnehmerinnen aus sechs Bundesländern                    | 22 Teilnehmerinnen aus sechs Bundesländern              |
| ------------------------------------------------------------- | ------------------------------------------------------- |
| - Baden-Württemberg (4) - Bayern (7) – Gastgeber - Hessen (1) | - Nordrhein-Westfalen (1) - Sachsen (4) - Thüringen (5) |

## Ergebnisse – Frauen

### Frauen Einzel
Der Einzelwettbewerb der Frauen fand am Freitag, dem 23. Oktober 2020 von der Normalschanze statt. In der Startliste standen 25 Athletinnen, wovon neun Nordische Kombiniererinnen sind. Am Wettkampftag gingen jedoch unter anderem mit Ramona Straub drei Springerinnen nicht an den Start. Gar nicht erst auf der Startliste standen Carina Vogt und Anna Rupprecht, da erstere erneut Probleme mit ihrem Knie und letztere noch Nachholbedarf hatte. Ihren fünften Meistertitel im Einzel gewann Katharina Althaus vom SC Oberstdorf. Titelverteidigerin Juliane Seyfarth wurde dabei nur um 0,5 Punkte – was weniger als einem Meter entspricht – geschlagen.
| Platz | Name              | Verein             | Weite 1 | Weite 2 | Punkte |
| ----- | ----------------- | ------------------ | ------- | ------- | ------ |
| 01.   | Katharina Althaus | SC Oberstdorf      | 096,5   | 100,0   | 237,0  |
| 02.   | Juliane Seyfarth  | TSG Ruhla          | 100,0   | 097,5   | 236,5  |
| 03.   | Agnes Reisch      | WSV Isny           | 100,0   | 094,5   | 219,2  |
| 04.   | Luisa Görlich     | WSV 08 Lauscha     | 090,5   | 091,0   | 204,2  |
| 05.   | Anna Rupprecht    | SC Degenfeld       | 091,0   | 094,0   | 200,4  |
| 06.   | Selina Freitag    | SG Nickelhütte Aue | 090,5   | 089,5   | 193,2  |
| 07.   | Svenja Würth      | SV Baiersbronn     | 097,0   | 097,0   | 188,8  |
| 08.   | Jenny Nowak       | SC Sohland         | 092,5   | 093,0   | 176,4  |
| 09.   | Michelle Göbel    | SC Willingen       | 084,5   | 084,5   | 166,7  |
| 10.   | Sophia Maurus     | TSV Buchenberg     | 085,0   | 084,5   | 140,5  |
| 11.   | Maria Gerboth     | WSV Schmiedefeld   | 090,0   | 090,0   | 134,5  |

| Platz | Name               | Verein            | Weite 1 | Weite 2 | Punkte |
| ----- | ------------------ | ----------------- | ------- | ------- | ------ |
| 12.   | Pia Lilian Kübler  | SV Zschopau       | 079,0   | 074,0   | 128,2  |
| 13.   | Lia Böhme          | SV Zschopau       | 086,5   | 086,5   | 120,8  |
| 14.   | Magdalena Burger   | SC Partenkirchen  | 081,0   | 079,0   | 119,9  |
| 15.   | Amelie Thannheimer | SC Oberstdorf     | 084,0   | 086,5   | 113,2  |
| 16.   | Anna Jäkle         | SC Schonach       | 073,5   | 071,5   | 112,3  |
| 17.   | Emily Schneider    | SC Rückershausen  | 072,0   | 079,0   | 100,5  |
| 18.   | Cindy Haasch       | TSG Ruhla         | 075,0   | 073,5   | 097,5  |
| 19.   | Emilia Görlich     | WSV 08 Lauscha    | 083,5   | 066,5   | 092,1  |
| 20.   | Christina Feicht   | WSV Kiefersfelden | 080,0   | 077,5   | 085,4  |
| 21.   | Sina Kiechle       | SC Oberstdorf     | 079,5   | 076,0   | 083,9  |
| 22.   | Ronja Drax         | SC Partenkirchen  | 077,5   | 082,0   | 083,7  |

### Frauen Team
Das Teamspringen der Frauen wurde am Freitag, dem 23. Oktober 2020 von der Normalschanze ausgetragen. Hierfür wurden zehn Zweier-Teams gebildet.
| Platz | Team                         | Namen                               | Weite 1     | Weite 2     | Punkte |
| ----- | ---------------------------- | ----------------------------------- | ----------- | ----------- | ------ |
| 01.   | Thüringen (TSV) I            | Luisa Görlich Juliane Seyfarth      | 092,5 096,5 | 096,0 100,5 | 459,4  |
| 02.   | Baden-Württemberg (SBW) I    | Anna Rupprecht Agnes Reisch         | 093,5 092,0 | 099,5 094,0 | 433,0  |
| 03.   | Bayern (BSV) I               | Sophia Maurus Katharina Althaus     | 082,5 097,5 | 084,5 098,0 | 411,1  |
| 04.   | Sachsen (SVSAC) I            | Jenny Nowak Selina Freitag          | 082,0 093,0 | 091,0 086,0 | 368,9  |
| 05.   | Baden-Württemberg (SBW) II   | Anna Jäkle Svenja Würth             | 086,5 093,0 | 091,0 091,5 | 336,7  |
| 06.   | Hessen (HSV) Thüringen (TSV) | Cindy Haasch Michelle Göbel         | 088,5 087,5 | 091,0 079,5 | 307,0  |
| 07.   | Bayern (BSV) II              | Magdalena Burger Amelie Thannheimer | 089,0 078,0 | 086,0 076,5 | 272,9  |
| 08.   | Thüringen (TSV) II           | Emilia Görlich Maria Gerboth        | 084,5 077,5 | 080,5 077,0 | 237,6  |
| 09.   | Sachsen (SVSAC) II           | Lia Böhme Pia Lilian Kübler         | 080,5 085,0 | 079,5 085,0 | 235,8  |
| 10.   | Bayern (BSV) III             | Christina Feicht Sina Kiechle       | 090,0 071,5 | 091,0 076,5 | 234,4  |

### Juniorinnen Einzel
Der Einzelwettbewerb der Juniorinnen war in dem der Frauen integriert und fand am Freitag, dem 23. Oktober 2020 von der Normalschanze statt. Es kamen 16 Athletinnen in die Wertung. Die jüngste Teilnehmerin war die 13-jährige Oberstdorferin Sina Kiechle.
| Platz | Name               | Verein             | Weite 1 | Weite 2 | Punkte |
| ----- | ------------------ | ------------------ | ------- | ------- | ------ |
| 01.   | Selina Freitag     | SG Nickelhütte Aue | 090,5   | 089,5   | 193,2  |
| 02.   | Jenny Nowak        | SC Sohland         | 092,5   | 093,0   | 176,4  |
| 03.   | Michelle Göbel     | SC Willingen       | 084,5   | 084,5   | 166,7  |
| 04.   | Sophia Maurus      | TSV Buchenberg     | 085,0   | 084,5   | 140,5  |
| 05.   | Maria Gerboth      | WSV Schmiedefeld   | 090,0   | 090,0   | 134,5  |
| 06.   | Pia Lilian Kübler  | SV Zschopau        | 079,0   | 074,0   | 128,2  |
| 07.   | Lia Böhme          | SV Zschopau        | 086,5   | 086,5   | 120,8  |
| 08.   | Magdalena Burger   | SC Partenkirchen   | 081,0   | 079,0   | 119,9  |
| 09.   | Amelie Thannheimer | SC Oberstdorf      | 084,0   | 086,5   | 113,2  |
| 10.   | Anna Jäkle         | SC Schonach        | 073,5   | 071,5   | 112,3  |

## Ergebnisse – Männer

### Männer Einzel
Der Einzelwettbewerb der Männer fand am Donnerstag, dem 22. Oktober 2020 von der Großschanze statt. In der Startliste standen 33 Athleten, wovon zehn Junioren waren. Jüngster Teilnehmer war Justus Grundmann (* 2003), wohingegen Severin Freund (* 1988) der älteste Starter war. Deutscher Meister wurde Markus Eisenbichler, der angesichts seiner Trainingsleistungen bereits als Favorit galt und zugleich den weitesten Sprung auf 140,5 Meter zeigte. Im Schnitt sprangen die Athleten 121,5 Meter weit, wobei zu berücksichtigen ist, dass von unterschiedlichen Startluken gesprungen wurde. Während der letztplatzierte Leif Fricke zweimal von der Luke 23 startete, hatte Eisenbichler von der Luke 16 deutlich weniger Anlauf. Das Meisterschaftsspringen war zudem der erste Wettbewerb des Olympiasiegers von 2018 Andreas Wellinger nach seiner Verletzung aus dem Vorjahr.
| Platz | Name                | Verein             | Weite 1 | Weite 2 | Punkte |
| ----- | ------------------- | ------------------ | ------- | ------- | ------ |
| 01.   | Markus Eisenbichler | TSV Siegsdorf      | 140,5   | 139,0   | 300,2  |
| 02.   | Martin Hamann       | SG Nickelhütte Aue | 135,5   | 129,5   | 282,4  |
| 03.   | Karl Geiger         | SC Oberstdorf      | 130,5   | 131,0   | 274,7  |
| 04.   | Pius Paschke        | WSV Kiefersfelden  | 129,5   | 128,5   | 267,5  |
| 05.   | Severin Freund      | WSV-DJK Rastbüchl  | 129,0   | 124,5   | 252,0  |
| 06.   | Moritz Baer         | SF Gmund Dürnbach  | 129,5   | 124,0   | 250,7  |
| 07.   | Richard Freitag     | SG Nickelhütte Aue | 125,0   | 125,5   | 241,8  |
| 08.   | Constantin Schmid   | WSV Oberaudorf     | 118,5   | 124,5   | 237,0  |
| 09.   | Philipp Raimund     | SC Oberstdorf      | 126,0   | 126,0   | 236,5  |
| 10.   | Felix Hoffmann      | SWV Goldlauter     | 124,5   | 131,0   | 231,2  |
| 11.   | David Siegel        | SV Baiersbronn     | 131,0   | 113,5   | 230,8  |
| 12.   | Claudio Haas        | ST Schonach        | 127,0   | 130,5   | 229,3  |
| 13.   | Andreas Wellinger   | SC Ruhpolding      | 123,5   | 116,0   | 228,8  |
| 14.   | Kilian Märkl        | SC Partenkirchen   | 121,0   | 131,0   | 223,9  |
| 15.   | Luca Roth           | SV Meßstetten      | 123,5   | 116,0   | 222,3  |

| Platz | Name              | Verein             | Weite 1 | Weite 2 | Punkte |
| ----- | ----------------- | ------------------ | ------- | ------- | ------ |
| 16.   | Tim Fuchs         | SC Degenfeld       | 123,5   | 129,0   | 216,7  |
| 17.   | Justin Lisso      | WSV Schmiedefeld   | 131,5   | 135,0   | 214,0  |
| 18.   | Adrian Sell       | SV Meßstetten      | 114,0   | 119,0   | 195,8  |
| 19.   | Marinus Kraus     | WSV Oberaudorf     | 121,0   | 127,5   | 191,3  |
| 20.   | Sebastian Rombach | SC Hinterzarten    | 126,0   | 124,0   | 188,8  |
| 21.   | Paul Winter       | SC Willingen       | 115,0   | 117,0   | 187,2  |
| 22.   | Eric Fuchs        | SC Oberstdorf      | 124,0   | 128,0   | 186,4  |
| 23.   | Quirin Modricker  | SC Hinterzarten    | 118,5   | 115,0   | 183,6  |
| 24.   | Luca Geyer        | WSV 08 Lauscha     | 123,5   | 121,5   | 176,4  |
| 25.   | Justin Nietzel    | SC Steinbach-H.    | 111,5   | 116,0   | 167,9  |
| 26.   | Simon Spiewok     | TuS Neuenrade      | 119,5   | 121,5   | 165,9  |
| 27.   | Finn Braun        | SV Baiersbronn     | 113,0   | 113,5   | 165,4  |
| 28.   | Eric Hoyer        | SG Nickelhütte Aue | 116,0   | 116,5   | 158,4  |
| 29.   | Lennart Weigel    | SK Meinerzhagen    | 108,5   | 115,0   | 140,3  |
| 30.   | Tobias König      | SC Oberstdorf      | 110,0   | 115,0   | 139,3  |

### Männer Team
Das Teamspringen der Männer wurde am Donnerstag, dem 22. Oktober 2020 von der Großschanze ausgetragen. Hierfür wurden Vierer-Teams aus den jeweiligen Verbänden gebildet. Insgesamt gingen acht Teams an den Start. Dabei wurde die bayerische Dominanz deutlich, denn der BSV stellte nicht nur als einziger Verband drei Teams auf, sondern belegte auch noch die ersten beiden Ränge. Damit ist Bayern seit den deutschen Meisterschaften 2009 ungeschlagen.
| Platz | Team                                                   | Namen                                                           | Weite 1                 | Weite 2                 | Punkte |
| ----- | ------------------------------------------------------ | --------------------------------------------------------------- | ----------------------- | ----------------------- | ------ |
| 01.   | Bayern (BSV) I                                         | Severin Freund Pius Paschke Karl Geiger Markus Eisenbichler     | 123,5 130,0 134,0       | 122,5 128,5 131,0 134,5 | 1061,3 |
| 02.   | Bayern (BSV) II                                        | Philipp Raimund Andreas Wellinger Constantin Schmid Moritz Baer | 120,5 123,0 131,5 117,5 | 112,0 129,5 121,5 119,5 | 0917,2 |
| 03.   | Baden-Württemberg (SBW) I                              | Luca Roth Tim Fuchs Claudio Haas David Siegel                   | 117,5 119,0 132,0 122,0 | 112,5 112,0 115,0 124,5 | 0866,6 |
| 04.   | Sachsen (SVSAC)                                        | Richard Freitag Eric Hoyer Cedrik Weigel Martin Hamann          | 122,0 101,0 097,0 132,0 | 119,5 096,5 092,0 130,5 | 0751,8 |
| 05.   | Baden-Württemberg (SBW) II                             | Quirin Modricker Finn Braun Sebastian Rombach Adrian Sell       | 101,0 111,5 111,0 114,0 | 101,5 109,5 105,5 113,5 | 0707,0 |
| 06.   | Thüringen (TSV)                                        | Luca Geyer Justin Lisso Justin Nietzel Felix Hoffmann           | 102,5 110,0 105,0 124,0 | 100,0 104,5 098,5 123,5 | 0682,5 |
| 07.   | Bayern (BSV) III                                       | Marinus Kraus Tobias König Eric Fuchs Kilian Märkl              | 102,0 094,5 110,0 114,5 | 101,5 094,5 106,5 110,0 | 0619,2 |
| 08.   | Hessen (HSV) Nordrhein-Westfalen (WSV) Thüringen (TSV) | Justus Grundmann Lennart Weigel Paul Winter Simon Spiewok       | 099,5 100,5 108,5 106,5 | 098,5 098,5 105,5       | 0594,3 |

### Junioren Einzel
Der Einzelwettbewerb der Junioren war im Springen der Senioren integriert und fand am Donnerstag, dem 22. Oktober 2020 von der Großschanze statt. Mit großem Vorsprung gewann Claudio Haas den Meistertitel der Junioren. Alle zehn Athleten kamen in die Wertung.
| Platz | Name             | Verein                    | Weite 1 | Weite 2 | Punkte |
| ----- | ---------------- | ------------------------- | ------- | ------- | ------ |
| 01.   | Claudio Haas     | ST Schonach-Rohrhardsberg | 127,0   | 130,5   | 229,3  |
| 02.   | Eric Fuchs       | SC Oberstdorf             | 124,0   | 128,0   | 186,4  |
| 03.   | Quirin Modricker | SC Hinterzarten           | 118,5   | 115,0   | 183,6  |
| 04.   | Luca Geyer       | WSV 08 Lauscha            | 123,5   | 121,5   | 176,4  |
| 05.   | Simon Spiewok    | TuS Neuenrade             | 119,5   | 121,5   | 165,9  |
| 06.   | Finn Braun       | SV Baiersbronn            | 113,0   | 113,5   | 165,4  |
| 07.   | Eric Hoyer       | SG Nickelhütte Aue        | 116,0   | 116,5   | 158,4  |
| 08.   | Tobias König     | SC Oberstdorf             | 110,0   | 115,0   | 139,3  |
| 09.   | Justus Grundmann | SC Steinbach-Hallenberg   | 107,5   | 113,5   | 128,9  |
| 10.   | Leif Fricke      | SG Nickelhütte Aue        | 100,5   | 101,5   | 096,0  |